# حزب کمونیست بولیوی
حزب کمونیست بولیوی (در اسپانیایی: Partido Comunista do Brasil) حزبی کمونیست در بولیوی است.
حزب در سال ۱۹۵۰ ایجاد شد. این حزب در ابتدا کوچک بود و اولین کنگره حزب در ۱۹۵۹ برگزار شد.
وقتی در دهه ۱۹۸۰ دموکراسی در بولیوی برقرار شد، حزب به یک حزب اقلیت تبدیل شد.
حزب نشریه Unidad (اتحاد) را منتشر می‌کند. در آن زمان، وزارت امور خارجه ایالات متحده تعداد اعضای حزب را حدود ۶۵۰۰ نفر تخمین زد.